# NGC 312
NGC 312 este o galaxie eliptică, posibil lenticulară, situată în constelația Phoenix. A fost descoperită în 3 octombrie 1834 de către John Herschel.